# Fáraó
A fáraó az ókori Egyiptom uralkodója volt. Maga a szó görög közvetítéssel keletkezett az egyiptomi per-aa (szó szerinti jelentése nagy ház) szóból, amit esetleg a „nagy vagyon(ú ember) / nagy hatalom(ú ember)” értelmében használtak, bár az sem lehetetlen, hogy jelentésátvitellel a hatalom helyéül szolgáló palota („nagy ház”) nevén kezdték magát a benne székelő hatalmat is nevezni az újbirodalom korától kezdve.

## Teljes titulusa
Az uralkodó valódi teljes titulusa egy nevekből és címekből álló kompozíció volt. Kialakult formájában 5 részből állt, mindegyik egy állandó címből (jelzős istennévből) és egy az illető uralkodóra nézve egyedi részből (névből). A nevek közül az utolsó kettőt keretbe helyezték a feliratokon, ez a két kártusnév, ma ezeken a neveken ismerjük az uralkodókat. Az 5 állandó cím, mintegy alfejezetcím a következő volt:
- Hórusz: Hórusz isten neve, vele azonosították hagyományosan a fáraót;
- Két Úrnő (Nebti): Alsó- és Felső-Egyiptom védőistennőire, Nehbetre és Uadzsetre utal;
- Arany Hórusz (Hór-nub);
- Alsó- és Felső-Egyiptom királya (Niszut-biti): szó szerint: „nád és méh”, Alsó- és Felső-Egyiptom jelképeire utalva. Ezt követte az első kártusnév, Rére vonatkozó megállapítás. Az ókorban többnyire ezen a néven emlegették az uralkodókat, és maga a niszut szó jelentette a királyt (szóösszetételekben is, például hut-niszut: királyi palota).
- Ré fia (Szi Ré): ezt követte a második kártusnév, a király születési neve vagy felvett neve, az a név, melyen ma ismerjük a fáraókat (például Ramszesz vagy Tutanhamon).

Például IV. Thotmesz teljes titulusa vagy neve (a kettő Egyiptomban ugyanazt jelentette) a következő volt:
- Hórusz: hatalmas bika, diadalmas megjelenéseiben
- Két úrnő: tartós királyságú, mint Atum
- Arany Hórusz: erős karú, a Kilenc Íj leigázója
- Alsó- és Felső-Egyiptom királya: Menheperuré
- Ré fia: Thotmesz, a megjelenésében nagyszerű, Ámon-Ré kedvence

## A cím kialakulása és hatalmi jelképei

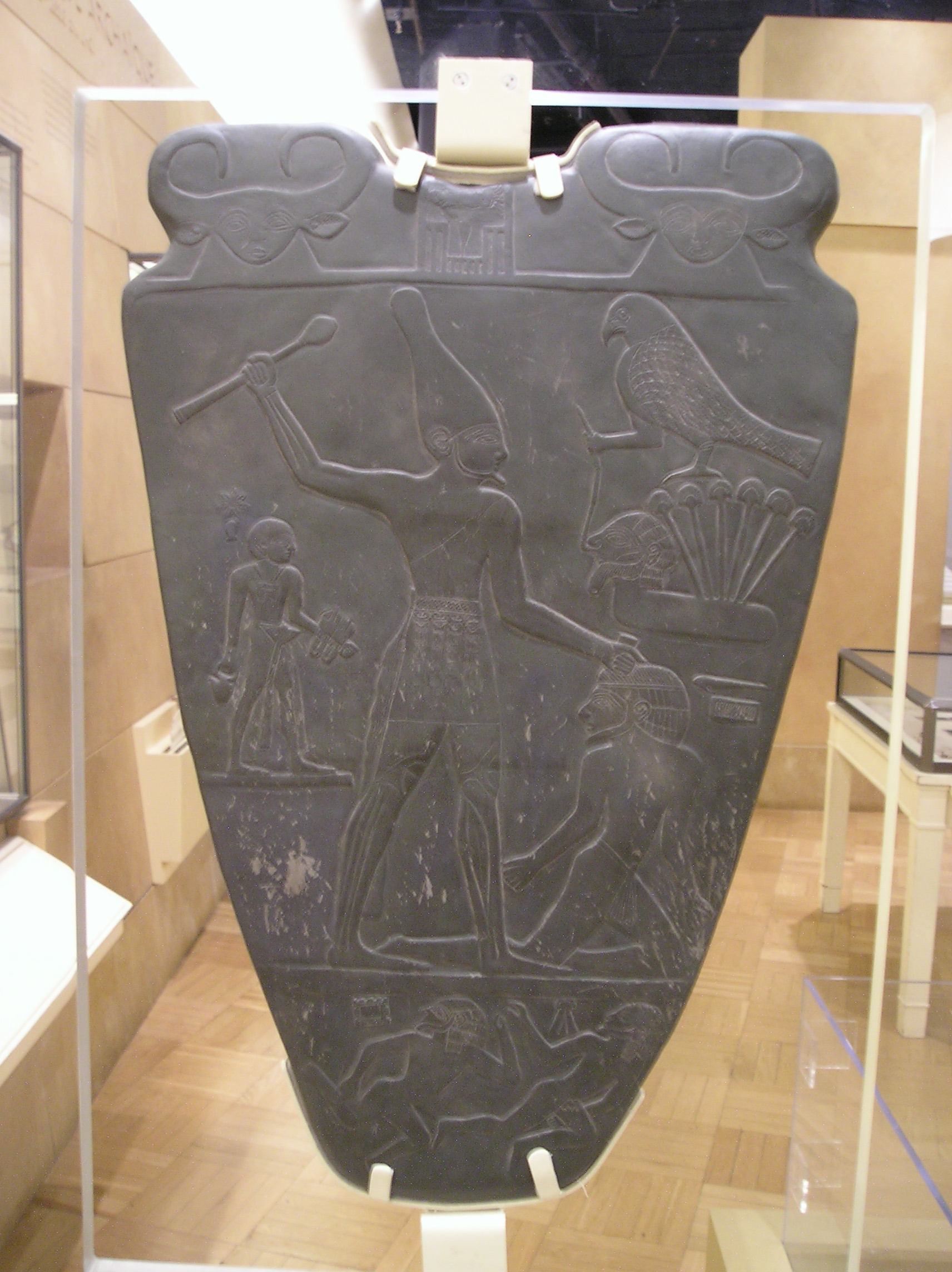
A Narmer-paletta hátoldala, Narmer Felső-Egyiptom koronájával a fején legyőzi ellenfeleit.

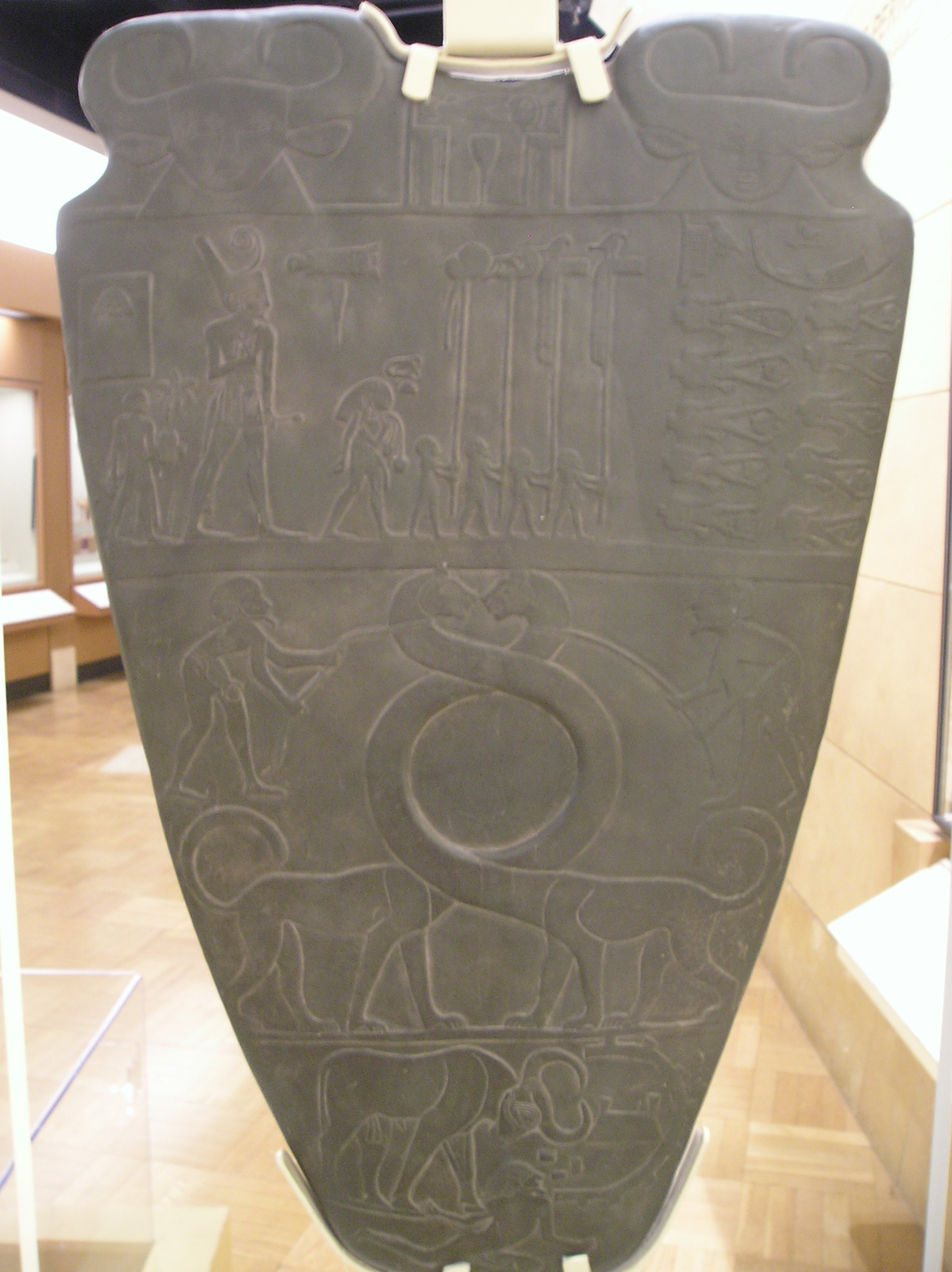
A Narmer-paletta előoldala, Narmer Alsó-Egyiptom koronájával a fején.

### A Hór-név
A címkialakulás első szakaszának története Alsó- és Felső-Egyiptom egyesítésének történetével hozható kapcsolatba. A Hór-nevet már a predinasztikus korban használták az uralkodók. Nehem (vagy Nekhem) város helyi istene eredetileg az azonos nevű vadászsólyom volt, aki természetesen igen korán azonosult Hór (elterjedtebb, görögös alakban Hórusz) istennel (illetve nem kizárt, hogy éppen ő vált Hórrá), későbbi neve Hór, a nehemi. Ettől kezdve viszont a Nílus túlpartján fekvő Neheb (vagy Nekheb) város helyi istenét, Nehbet (vagy Nekhbet) keselyűistennőt is hasonló néven emlegették: Fehér nehemi. Hór és Nehbet összefonódása egyben jól magyarázza a tényt, hogy az első két történeti dinasztia tagjai miközben Hór-nevet vettek fel (tehát koronázásuk után azonosnak tekintették magukat Hórral), koronájukon Nehbetet viselték.
A Hór-név mindig valamilyen jelző, amely fizikai erőre, az uralkodásra alkalmasságra utal. Az újbirodalom korában általános az Erős Bika.

Alsó-Egyiptomi fáraók vörös koron
ája

### Felső- és Alsó-Egyiptom királya

Felső-Egyiptomi fehér korona

Amikor Felső-Egyiptom királya legyőzve Alsó-Egyiptom királyát, egyesítette a két országot, felvette a Felső- és Alsó-Egyiptom királya nevet, amit a fáraó címnek ill. előzményének tekinthetünk. A történetet röviden a Narmer-paletta meséli el, ahol az egyesítő, az első fáraó, Narmer a hátlapon Felső-Egyiptom fehér színű, ezüst lemezekből készült zárt, süvegszerű koronájában harcol ellenfeleivel, az előlapon viszont Alsó-Egyiptom vörös színű nyílt koronájában szemléli meg a lenyakazott és kiterített ellenfeleket. A cím a későbbiekben annyit változott, hogy az óbirodalom korában felcserélődött a két országrész sorrendje, és Alsó- és Felső-Egyiptom királya formára alakult.
A legfontosabb hatalmi jelkép a két országrész koronájának egyesítével létrehozott kettős korona, amit a fáraó ünnepi alkalmakkor viselt. Hétköznap a jellegzetes királyi fejkendőt, a nemeszt hordta, csatába készülve pedig a kék színű bőrsisakját avagy hadikoronáját húzta a fejére (khepes korona). Az ábrázolásokon a fáraó kezében mindig ott van az elmaradhatatlan korbács, azaz a lófarokból készült légycsapó és a pásztorbot.
A címet sokszor fordítják szó szerint: Méh és Nád Ura, később Nád és Méh Ura. Felső-Egyiptom neve ugyanis a Méh Országa, míg Alsó-Egyiptomé Nád Országa.

### A Két Úrnő
Uadzset (Uto) kobraistennő a deltabeli Pe és Dep testvérvárosok helyi istensége – a két város később Paurit (Buto) néven egyesült. Nehbet keselyűistennő a felső-egyiptomi Neheb városának istene, Felső-Egyiptom védőistennője. Az alsó-egyiptomi kobra és a felső-egyiptomi keselyű együttes szerepeltetése az egyesített koronán (Pszent) szintén a két országrész egységére utal.

### Arany Hórusz
A Hór nub (ḥr nbw = Arany Hórusz) cím két lépésben alakult ki. Először Dzsószer Nub Ré (= Arany Nap) címe jelent meg, melynek okáról csak közvetett bizonyítékokon alapuló elképzelések vannak. A Nap-szimbolika elterjedésével az uralkodói neveket körülvevő keret korábbi típusa (szereh) eltűnt, s helyét a senu vette át, melyet ma a francia eredetű cartouche vagy kártus szóval jelölünk. A senu eredetileg kör volt, feltehetően a Nap jelképe. Dzsószer On városában (Junu, görögül Héliopolisz) hatalmas Nap-templomot emelt. A cím Arany Hóruszok formában tért vissza, majd Arany Hóruszként rögzült.

### A Nap Fia

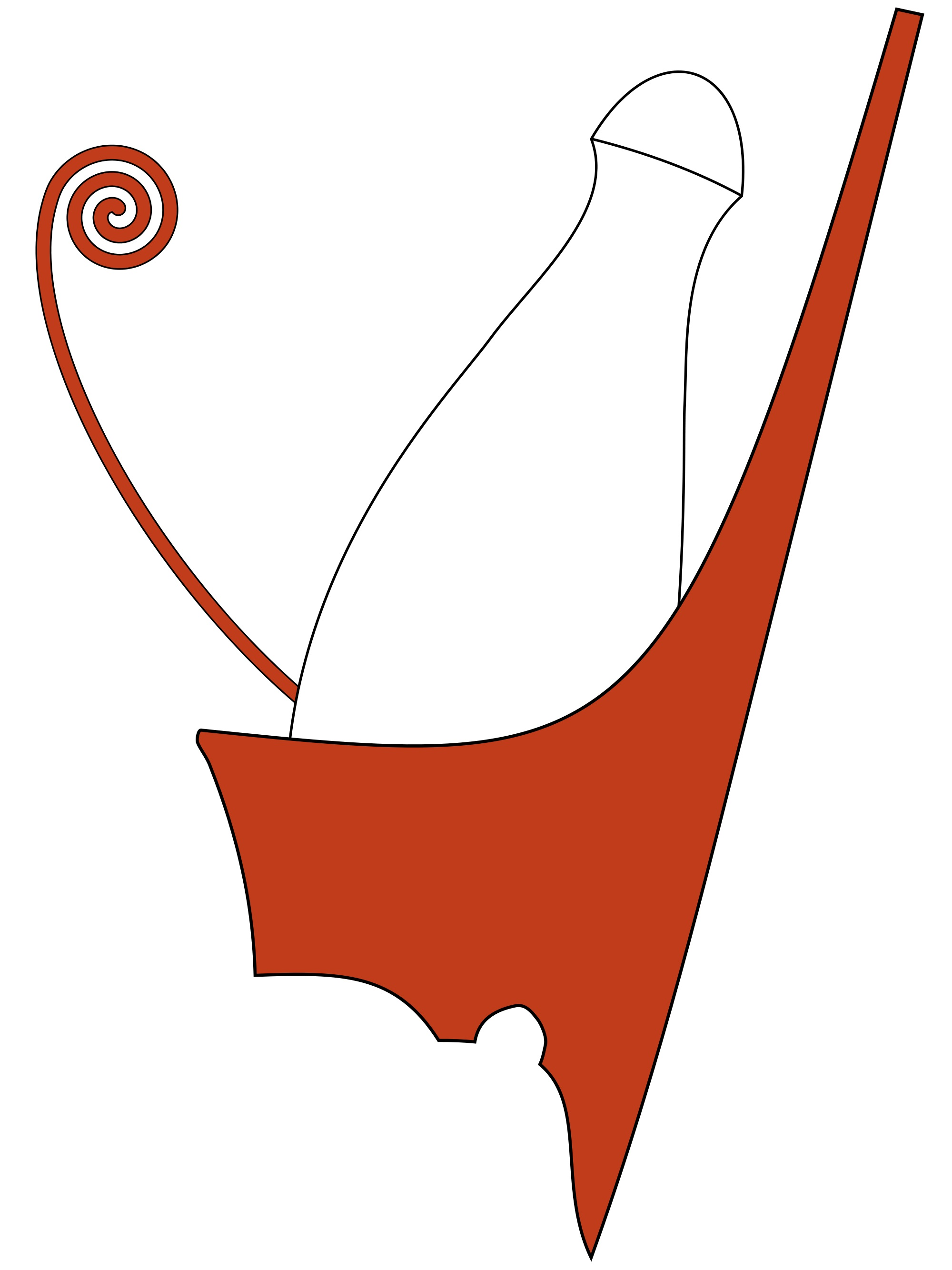
Egyiptom egyesített koronája (Pszent)

E címet először Hufu fia Dzsedefré vette fel. Okáról szintén csak közvetett bizonyítékok állnak rendelkezésre: úgy tűnik, Hufu halálát követően belső válság sújtotta az országot, talán polgárháború is. Mindenesetre Dzsedefré már nem vette fel nagyapja Nagy Isten címét, hanem visszatérve a Napkultuszhoz a Sza Ré titulust használta, amely a későbbiekben rögzült.

## Változatok
Az öttagú titulatúra az V. dinasztia után ritkán módosult. A második átmeneti időszakban többször előfordult, hogy az uralkodó egyáltalán semmilyen titulust nem vett fel.
A legérdekesebb titulusvariáció Ehnaton nevéhez fűződik. A dolog ott kezdődik, hogy az Amon-papság hatalmi csúcsán a születésekor Ámon elégedett (Amenhotep) nevet kapó uralkodó már a koronázási nevei közé sem vett fel egyetlen olyan elemet sem, amely Ámonra utalt volna. (Szépek Ré alakjai, Ré egyetlenje, Amon elégedett – Noferheperuré Uaenré Amenhotep). Az igazi botrányt az kavarta, amikor a Ré fia Amenhotep neve mellé az alábbi titulust is felvette: Főpapja Ré-Harahtinak, a Horizonton ujjongónak, az Atonban levő izzásnak. Pedig vallási reformjai még csak jóval ezután kezdődtek.